# Daingean
Daingean is een plaats in het Ierse graafschap Offaly. De plaats telt 777 inwoners.

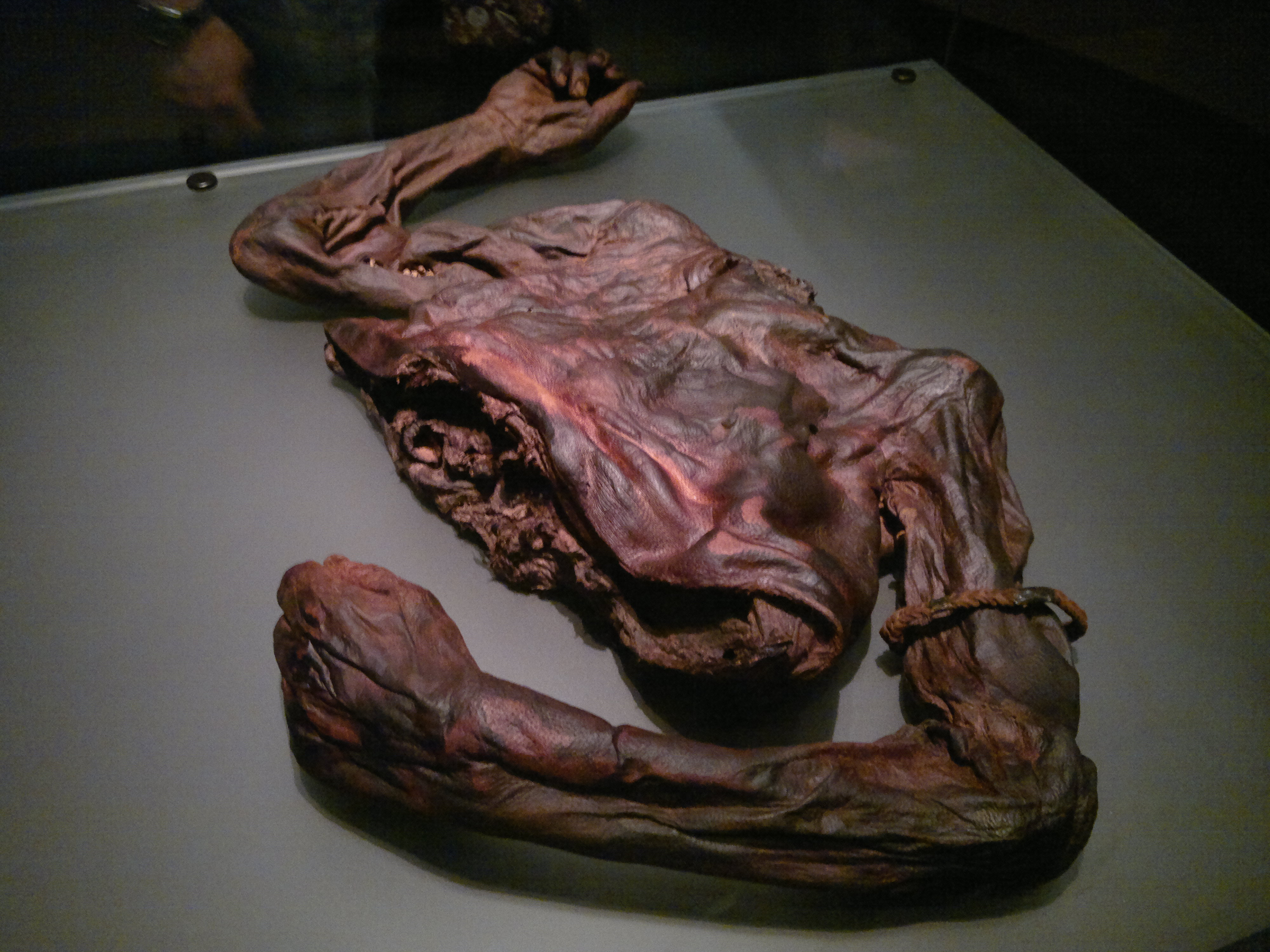
Old Croghan Man in het National Museum of Ireland, Dublin

Ten noorden van het dorp bevindt zich de heuvel Croghan Hill. Hier werd in 2003 een veenlijk ontdekt, dat als Old Croghan Man bekend is geworden. Het betreft hier het, relatief goed bewaard gebleven, stoffelijk overschot van een ongeveer 25 jaar oude man. Hij is vermoedelijk tussen 360 en 180 jaar vóór de jaartelling gestorven. Hij vertoonde sporen van verwondingen, die het waarschijnlijk maken, dat hij ritueel ter dood is gebracht, als mensenoffer. Uit onderzoek is ook gebleken, dat hij eten van betere kwaliteit placht te nuttigen dan de gewone mensen in die tijd. Hij kan een stamhoofd of zelfs koning geweest zijn, tijdens wiens regering rampen of militaire nederlagen gebeurd waren, en dan daarvoor verantwoordelijk zijn gehouden. De resten van de Old Croghan Man zijn opgenomen in de collectie van de archeologische afdeling van het National Museum of Ireland te Dublin. In Ballivor, in de County Meath, 40 km verderop, werd, ook in 2003, een soortgelijke vondst gedaan.